# Smallville
Smallville es una ciudad ficticia en los cómics publicados por DC Comics. La ciudad natal de la infancia de Superman, Smallville fue nombrada por primera vez en Superboy vol. 1 # 2 (mayo de 1949). La ciudad es el escenario de muchos cómics de Superboy donde Superboy defiende Smallville de diversas amenazas.
Smallville, que en algunas versiones al español es traducido como Villachica y en otras conserva su nombre en inglés, es el pueblo en el que se estrelló la nave espacial que traía a Kal-El de Krypton y donde este creció antes de mudarse a Metrópolis y convertirse en Superman. Se convirtió también en la localidad protegida por Superboy donde él desarrollaría la mayor parte de sus aventuras en su juventud.

## Historia
El universo de DC Comics tiene varias líneas de tiempo diferentes, con un reinicio importante en Crisis on Infinite Earths de 1985.

### Pre-Crisis
En los primeros cómics de la Edad de Oro, el nombre de la ciudad natal de Clark Kent es incierto. Las primeras historias mostrarían la ciudad natal de Clark sin nombre o incluso como Metrópolis. Sin embargo, a partir de Superboy (volumen 1) # 2, el nombre de Smallville se identifica permanentemente.
Smallville también se muestra retroactivamente como la ciudad natal de la Edad de Oro de Superman, como se ve en la serie "Mr. and Mrs. Superman" en The Superman Family, así como en New Adventures of Superboy # 15-16 (marzo-abril de 1981). A diferencia de Smallville de Tierra-Uno, Smallville de Tierra-Dos sigue siendo una pequeña ciudad mucho menos prominente ya que el Superman de Tierra-Dos nunca fue Superboy. Además, los Kent nunca fueron dueños de una tienda general en Tierra-Dos, sino que siguieron siendo agricultores hasta su muerte.

### Post-Crisis
La historia de Smallville, así como la de los Kent, se profundiza en la miniserie World of Smallville de finales de la década de 1980, además de la miniserie de 1997-1998 The Kents.
Más tarde, Smallville fue reconsiderado para tener una historia violenta, con kryptonita verde, una sustancia común en el área, que tiene un efecto peligroso y mutante en los ciudadanos normales de la ciudad (similar al programa de televisión Smallville). Esta historia, más la casi destrucción y reconstrucción de la ciudad por fuerzas gubernamentales excesivamente entusiastas, se explora en la historia "La búsqueda de kryptonita".

## Ley y gobierno
El jefe de policía de Smallville es el jefe Douglas Parker, quien en las historias Pre-Crisis es considerado un aliado cercano de Superboy. Superboy es capaz de ser contactado por el Jefe Parker, así como por el Profesor Lang (el padre de Lana Lang) y el Presidente de los Estados Unidos, a través de una lámpara de señal secreta escondida en la casa de los Kent. El jefe Parker existe en los cómics de DC Post-Crisis, pero su papel es mucho menos prominente.
En los cómics modernos, Smallville también tiene un departamento del sheriff. Está encabezado por el Sheriff Hayes, quien es asesinado por una versión Black Lantern del Superman de Tierra-2 en el momento en que estaba hablando con sus superiores sobre la transferencia a Metrópolis.
Una historia tardía en la ejecución de Nuevas aventuras de Superboy; él va al ayuntamiento de Smallville para proponer la construcción del primer centro comercial de Smallville, aunque se revela que la construcción del centro comercial tiene motivos ocultos siniestros. Si bien la historia está inconclusa ya que el cómic se canceló antes de que la historia pudiera concluir, sí ve a Jonathan Kent decidir postularse para un asiento en el concejo municipal para tratar de frustrar la construcción del centro comercial.

## Personas
Entre los residentes destacados de Smallville se incluyen la familia Kent, Jonathan y Martha Kent, o Ma y Pa Kent, como se les llamaba a menudo, y su hijo adoptivo Clark Kent; La amiga de Clark, compañera de clase y a veces su interés romántico, Lana Lang; Pete Ross, el mejor amigo de Clark, y el jefe de policía de Smallville, Douglas Parker.
En los cómics originales de Superboy, otros residentes destacados incluyen al Profesor Phineas Potter (tío de Lana), el arqueólogo Lewis Lang (padre de Lana), y el joven Lex Luthor.
En los cómics Post-Crisis, Conner Kent, el actual Superboy, también vive en Smallville con la ahora viuda Martha Kent. El perro superpoderoso Krypto también vive con ellos. Aunque inicialmente no disfruta de Smallville, Conner finalmente cambia de opinión.

## Funciones
Smallville suele retratarse como una pequeña e idílica ciudad estadounidense aislada, con una atmósfera de "América Central", que se asemeja a los escenarios de algunas pinturas de Norman Rockwell. Sus residentes son generalmente muy amigables, aunque en las historias de Silver Age Superboy, también tiende a atraer varias amenazas (de criminales, invasores alienígenas, etc.).
La economía de Smallville consiste principalmente en varias empresas de propiedad local, junto con varias granjas que rodean la ciudad, incluida la granja familiar Kent. En los cómics originales de Superboy, la familia Kent vende su granja cuando Clark comienza la escuela y abre una tienda general en la ciudad. Los cómics posteriores a la crisis, sin embargo, muestran a los Kent viviendo en su granja durante la edad adulta de Clark.
Smallville tiene una escuela secundaria, Smallville High School, a la que asisten Clark, Lana y Pete.
En Smallville había un orfanato, donde los Kent originalmente llevaron al bebé Kal-El después de que su cohete aterrizara en la Tierra; los Kent regresaron varios días después para adoptar formalmente a Kal-El, rebautizándolo como "Clark".
En términos de medios, Smallville ha tenido varios periódicos mencionados a lo largo de los años, incluido el Smallville Sentinel (que se muestra en varias historias en Las nuevas aventuras de Superboy) y el Smallville Times-Reader (en el texto "El último hijo de Krypton" de la novela de Elliot S. Maggin). En Action Comics (volumen 2) # 8 (junio de 2012), el editor del Daily Star, George Taylor, menciona que Clark Kent conoció a Ma y Pa Kent mientras trabajaba como reportero para Smallville Sentinel. Smallville recibe la mayor parte de su televisión y radio de transmisiones desde una ciudad cercana más grande, aunque Superboy (volumen 1) # 195 (junio de 1973) muestra que Smallville tiene su propia estación de radio, WSMV.
En los cómics originales de Superboy, una valla publicitaria en las afueras de Smallville saluda a los que entran y salen de la ciudad. La valla publicitaria muestra una imagen de Superboy saludando, con palabras al lado que dicen: "Bienvenido a Smallville, hogar de Superboy".

## Localización
De manera similar al paradero de otras ciudades ficticias del Universo DC, la ubicación de Smallville, originalmente, nunca se declaró específicamente en los cómics.
La ubicación de Smallville varió ampliamente a lo largo de muchas historias, muchas de las cuales ubicaron a Smallville cerca de Metrópolis y Midvale, hogar de Supergirl. All-New Collectors' Edition #C-55 (notable por presentar la boda de los miembros de la Legión de Super-Héroes, Lightning Lad y Saturn Girl y publicada en 1978) llama a Smallville "una ciudad tranquila, enclavada en las colinas tierra adentro de la costa este ". La mayoría de las fuentes desde el reinicio del origen de Superman John Byrne en 1986 señalan que Smallville está en Kansas.

### Superman Family#195
En la historia de Superboy en Superman Family # 195 (mayo-junio de 1979), la Interestatal 70 se muestra atravesando o cerca de Smallville, mientras Lana y Clark conducen por la carretera. Los estados por los que pasa la Interestatal 70 en el mundo real incluyen Utah, Colorado, Kansas (la ubicación habitual después de la crisis de Smallville), Misuri, Illinois, Indiana, Ohio, Virginia Occidental, Pensilvania y Maryland (citado en algunas referencias anteriores a la crisis como la ubicación de Smallville).

### Amazing World of DC Comics#14
En Amazing World of DC Comics # 14 (1977), un fanzine autorizado oficialmente con artículos sobre personajes y series de DC Comics, se decía que Smallville estaba en Maryland. La ubicación de Maryland se apoyó en los cómics con un mapa de Smallville y el área circundante que se publicó en New Adventures of Superboy # 22 (octubre de 1981), que situaba Smallville a unas pocas millas al oeste de una gran bahía muy similar a la Bahía de Delaware (el mismo mapa colocó a Metrópolis y Gotham City en los lados este y oeste de la bahía.

### Legion of Super-Heroesvolume 2 #313
Un mapa de Metrópolis de la era Legion incluido en Legion of Super-Heroes vol. 2 # 313 (julio de 1984) indica que en la década de 1980 se creía que Smallville estaba en algún lugar del noreste de Pensilvania o el norte de Nueva Jersey, mientras que se incorporó a Metrópolis en ese momento como distrito histórico. En las revisiones del mapa publicadas después de 1986, se eliminó retroactivamente para adaptarse a los cambios de la ubicación de Smallville en otros títulos, como se detalla a continuación.

### La muerte y la vida de Superman(novela)
En la novela La muerte y la vida de Superman (1993), Jonathan y Martha Kent conducen a Smallville desde el aeropuerto de Great Bend, Kansas lo que colocaría a Smallville en algún lugar del centro de Kansas.

### Los Kent
La serie limitada de la década de 1990 The Kents ubica a Smallville en el este de Kansas, aproximadamente a un día de paseo a caballo desde Paola, Kansas, que se encuentra en el Condado de Miami.

### Action Comics#822
En "Repo Man, part one", Smallville se ubica aproximadamente a 55 millas de Salina, Kansas, y en línea con Junction City, lo que le da aproximadamente la misma ubicación que Dorrance, Kansas.

### Temporada 11 de Smallville
Smallville Season 11 es la secuela del cómic de la serie de televisión Smallville. Esta versión de Smallville tiene un código postal de 67524, que es el código postal del mundo real de Chase, Kansas. Aunque este Smallville se describe como a unas doscientas millas al oeste de Wichita y al suroeste de Dodge City, lo coloca alrededor de Liberal, Kansas, mientras que Chase está a 73 millas al noroeste de Wichita.

## En otros medios

### Televisión
- La serie de televisión Superboy también coloca a Smallville en Kansas, indicando que es donde Clark y Lana crecieron. La acción principal de esa serie tiene lugar en la Universidad ficticia de Shuster en Florida, llamada así por el cocreador de Superman / Superboy, el artista, Joe Shuster.
- Lois & Clark: The New Adventures of Superman ubica a Smallville como una ciudad en Kansas también, aunque Metrópolis se encuentra en la costa este (o tal vez en el este de Pensilvania, nunca se dice con certeza) y Superman debe volar entre las dos ubicaciones usando su supervelocidad.
- Smallville apareció en Superman: la serie animada. También fue en Kansas.
- En la serie de televisión Smallville, la ubicación de la ciudad está a doscientas millas al oeste de Wichita y al suroeste de Dodge City, lo que implica que la serie se ubicará en el oeste de Kansas.[20] El horizonte de Metrópolis es visible desde los puntos altos de Smallville en un día despejado. Aunque algunos episodios hacen referencia a un viaje de una hora desde Smallville a Metrópolis, los personajes atraviesan con facilidad y con frecuencia las dos ciudades. La sede de LuthorCorp están en Metrópolis, y una planta de LuthorCorp está ubicada en Smallville. Smallville es famosa por una lluvia de meteoritos que azotó la ciudad en 1989 y por los efectos persistentes de las rocas meteóricas en la ciudad y en algunos de sus ciudadanos. La lluvia de meteoritos fue una tapadera para la nave espacial que llevó a Kal-El a Kansas. Más tarde se reveló que la lluvia de meteoritos también trajo a Davis Bloome, también conocido como Doomsday, a la Tierra. El episodio de la segunda temporada "Lineage" da su código postal como 67524, que es el código real de Chase, Kansas.
- Smallville aparece en el episodio de Young Justice: Invasión, "True Colors". Robin, Blue Beetle, Arsenal e Impulse se infiltran en LexCorp Farms como turistas y se separan del grupo turístico a la mitad del recorrido. Se las arreglan para conseguir una muestra del aditivo de Reach, pero al salir, se enfrentan a Black Beetle. Después de que Green Beetle se une a la lucha, los héroes se reagrupan. En la granja de Jonathan Kent, Alpha Squad y Green Beetle se encuentran con Nightwing y Superboy. Lex Luthor y Vandal Savage discuten el daño causado a las granjas y concluyen que las principales líneas de producción nunca sufrieron ningún daño.
- Smallville aparece en los eventos cruzados de The CW ambientados en el Arrowverso:
  - Smallville aparece por primera vez en el evento cruzado "Elseworlds". En "Elseworlds", Flash y Green Arrow intercambiados de poder llegan a la Tierra-38 para solicitar la ayuda de Supergirl, quien está visitando a Superman y Lois Lane en la granja de la familia Kent luego de los arrestos de Manchester Black y el Agente de la Libertad. Supergirl y Superman ayudan a Flash y Green Arrow a trabajar en sus poderes intercambiados usando la granja de la familia Kent como su ubicación.
  - Smallville aparece en el crossover "Crisis on Infinite Earths". Superman, Lois Lane e Iris West visitan brevemente la Tierra-167 (el escenario de Smallville) donde se sospecha que este Clark Kent es el modelo de la esperanza. Son teletransportados por Lex Luthor, quien descubrió que el Clark Kent de este mundo renunció a sus poderes.
  - Smallville aparece en Superman & Lois. Los casados Clark y Lois de Tierra-167, con sus hijos adolescentes Jonathan y Jordan, viven en una granja en las afueras de la ciudad, establecida en "Pilot" para estar en el Condado de Rice, KS.
- Smallville aparece en el episodio de dos partes de Mis aventuras con Superman, "Adventures of a Normal Man", cuando un joven Clark Kent despierta el poder de volar y la superfuerza para salvar a una mujer y a su bebé de un accidente automovilístico.

### Película
- Smallville fue colocada por primera vez en Kansas por la película de 1978 Superman: The Movie,[21] aunque el rodaje de las tierras agrícolas de la familia Kent se realizó en Blackie, Alberta, Canadá. La etiqueta del camión conducido por Jonathan Kent (Glenn Ford) en la primera película tenía un identificador de Condado de Cloud, Kansas. Las áreas de Calgary se presentaron como Smallville en Superman III, mientras que los campos circundantes de la ciudad de Baldock, Inglaterra retrataron la granja abandonada de Kent en Superman IV: The Quest for Peace.
- Smallville también aparece en las películas animadas Superman: Doomsday, Superman/Batman: Apocalypse y Superman vs. The Elite.
- Smallville aparece en DC Extended Universe:
  - Plano, Illinois se usó como Smallville, Kansas en la película de 2013 El hombre de acero.[22] Más de un siglo después, una nave espacial se estrelló en Smallville. La nave fue encontrada por el granjero local Jonathan Kent y su esposa Martha. Descubrieron un bebé en la nave y lo criaron como si fuera suyo, llamándolo Clark Kent. Clark creció en la ciudad y sus poderes se manifestaron por primera vez allí. Finalmente, sus padres revelaron sus orígenes extraterrestres después de que Clark usó sus poderes para salvar a sus compañeros de clase en un autobús inundado después de que se estrellara por un puente. Décadas más tarde, en 2013, el General Zod y sus fuerzas kryptonianas entraron en Smallville en busca del códice de crecimiento. Se enfrentaron a Martha Kent en su casa antes de que su hijo Clark Kent llegara para detenerlos, ahora vistiendo un traje alienígena azul con una capa. Ya no preocupado por ocultar sus poderes, Clark luchó contra Zod, y más tarde contra Faora-Ul y Nam-Ek en todo el centro de la ciudad, destruyendo partes de ella como resultado. Con la ayuda del ejército de EE. UU., Clark derrotó a los kryptonianos que se retiraron temporalmente al espacio.
  - Yorkville, Illinois se usó en Batman v Superman: Dawn of Justice (2016).[23][24] Después de sacrificarse para matar a la criatura kryptoniana mutada Doomsday, se llevó a cabo un funeral para Clark Kent en la granja Kent en Smallville. En el funeral, Martha le dio a Lois un sobre con un anillo de compromiso que le iban a dar durante la propuesta de Clark. Con el corazón roto, lleva el anillo de compromiso mientras deja caer un montón de tierra sobre el ataúd de Clark.
  - En la película de 2017 Liga de la Justicia, unos dos años después, Flash y Cyborg fueron enviados a recuperar el cuerpo de Clark de Smallville y llevarlo a la nave exploradora kryptoniana en Metrópolis. Después de que Clark vuelve a la vida, él y Lois regresan a la granja Kent, donde Clark recupera por completo sus recuerdos y se reúne con su madre. Lois luego le advierte sobre Steppenwolf, y lo despide con pesar.
- Smallville aparece en Batman y Superman: La Batalla de los Súper Hijos. Años después, Clark Kent y Lois Lane ahora casados, viven en este pueblo, en la granja de los fallecidos Jonathan y Martha Kent, y criando a su hijo Jon Kent.

### Videojuegos
- Smallville aparece en DC Universe Online. En el juego, Lex Luthor ha realizado un experimento en el que ha experimentado con sus ciudadanos utilizando Exobytes y el ADN de Doomsday con Doomsday atrapado en una jaula de entropía de contención en el granero cerca de la granja Familiar Kent. Jonathan Kent, Lana Lang y Pete Ross se encuentran entre los ciudadanos de Smallville que se han transformado en criaturas parecidas a Doomsday. Debido a los experimentos, Smallville ha sido prácticamente destruida.
- Smallville aparece en Lego DC Super-Villains. En la historia del juego, Gorilla Grodd, Killer Frost, El Espantapájaros y Rookie viajan aquí en busca de algo que los lleve al espacio. Fuera de la historia, el jugador puede explorar libremente la ciudad y sus alrededores.

### Radio
La primera vez en cualquier medio de comunicación que Smallville o la granja de Kent se vincularon a una ubicación específica fue en el programa de radio Las aventuras de Superman. En la historia "El cohete secreto" (9/29 / 47-10 / 30/47), se mencionó varias veces que el joven Clark Kent creció en la granja de Eben Kent en Iowa. La granja no se menciona en la historia (ya que el nombre "Smallville" apareció por primera vez dos años después en Superboy (volumen 1) # 2); la ciudad más cercana nombrada en la transmisión fue la verdadera Centerville.

### Novelas
- El escritor de Superman, Elliot S. Maggin incorporó la ubicación de Kansas en el Universo DC en su novela de Superman de 1981, Miracle Monday.
- En la novela, It's Superman!, por Tom De Haven, que se establece en 1938, Smallville se ubica en el condado de Osage a lo largo de la autopista 75 de los EE. UU.

## Otros usos
Smallville es también un apodo que Lois Lane le dio a Clark Kent. Las adaptaciones de los mitos de Superman que presentan a Lois usando este apodo incluyen la serie de televisión Lois & Clark: The New Adventures of Superman, Superman: la serie animada y Smallville.